# Abu Nidal
Abu Nidal (arabiska أبو نضال ), egentligen Sabri Khalil al-Banna, född 1937 (enligt vissa uppgifter 1935) i Jaffa, Brittiska Palestinamandatet (i nuvarande Israel), död 16 augusti 2002 i Bagdad, Irak, var en palestinsk terrorist.
Han tvingades år 1948 fly från Jaffa och anslöt sig under 1960-talet tid till befrielseorganisationen al-Fatah. Efter att ha brutit med organisationen och dess ledare Yasir Arafat 1974 bildade han den mer extrema gruppen Fatah - Revolutionära rådet (Fatah-RC), även känd som Abu Nidal-Organisationen (ANO). Gruppen ägnade sig åt terrordåd mot bland annat flygplatser och fartyg och Nidal var därför en efterlyst person i många länder. Han dömdes till döden av PLO på grund av att han låg bakom morden på ett flertal PLO-ledare. Hans och hans organisations mål uppges ha varit att utplåna sionismen och Israel. Han befann sig framför allt i Irak, Syrien och Libyen. Han dog under oklara omständigheter 2002. Vissa menar att han begick självmord och andra hävdar att han mördades på order av Iraks regering.